# ネプチューン級戦列艦
ネプチューン級戦列艦(Neptune class ships of the line)はイギリス海軍の98門2等戦列艦。設計はジョージ・ヘンスローによる。同級3隻はすべてトラファルガー海戦に参加した。

## 同型艦
| 艦名           | 造船所         | 発注          | 進水          | その後     |
| -------------- | -------------- | ------------- | ------------- | ---------- |
| ネプチューン   | デットフォード | 1790年2月15日 | 1797年2月28日 | 1818年解体 |
| テメレーア     | チャタム       | 1790年12月9日 | 1798年9月11日 | 1838年売却 |
| ドレッドノート | ポーツマス     | 1788年1月17日 | 1801年6月13日 | 1857年解体 |